# Zinkiv
Zinkiv (ukrainsk: Зінькі́в, ukrainsk udtale: [z⁽ʲ⁾inʲˈk⁽ʲ⁾iu̯]) er en by i Poltava oblast, Ukraine.
Byen har 9.856 (2015) indbyggere. Den fungerede indtil 2020 som administrativt centrum for Zinkiv rajon og ligger nu i Poltava rajon.

## Galleri
- Hus i Leningaden i Zinkiv
- Nygotisk bankbygning
- Historisk museum
- Busstation i Zinkiv